# Auto-, Motor- und Radfahrerbund Österreichs
Der Auto-, Motor- und Radfahrerbund Österreichs (kurz ARBÖ nach der frühen Bezeichnung Arbeiter-Radfahrer-Bund Österreichs) ist ein österreichischer Verkehrsclub, der Kraftfahrerbelange als NGO vertritt. Er ist mit ca. 420.000 Mitgliedern nach dem ÖAMTC der zweitgrößte Verein dieser Art in Österreich. Er wurde am 30. April 1899 als Verband der Radfahrvereine Österreichs in Wien gegründet und hat sich in den folgenden Jahrzehnten zu einer Serviceorganisation für Mitglieder weiterentwickelt. Der ARBÖ ist Gründungsmitglied des EAC European Automobile Clubs mit Sitz in Brüssel.  Der ARBÖ ist ein zentraler Verband innerhalb der sozialdemokratischen Vorfeldorganisation ASKÖ. 

## Geschichte

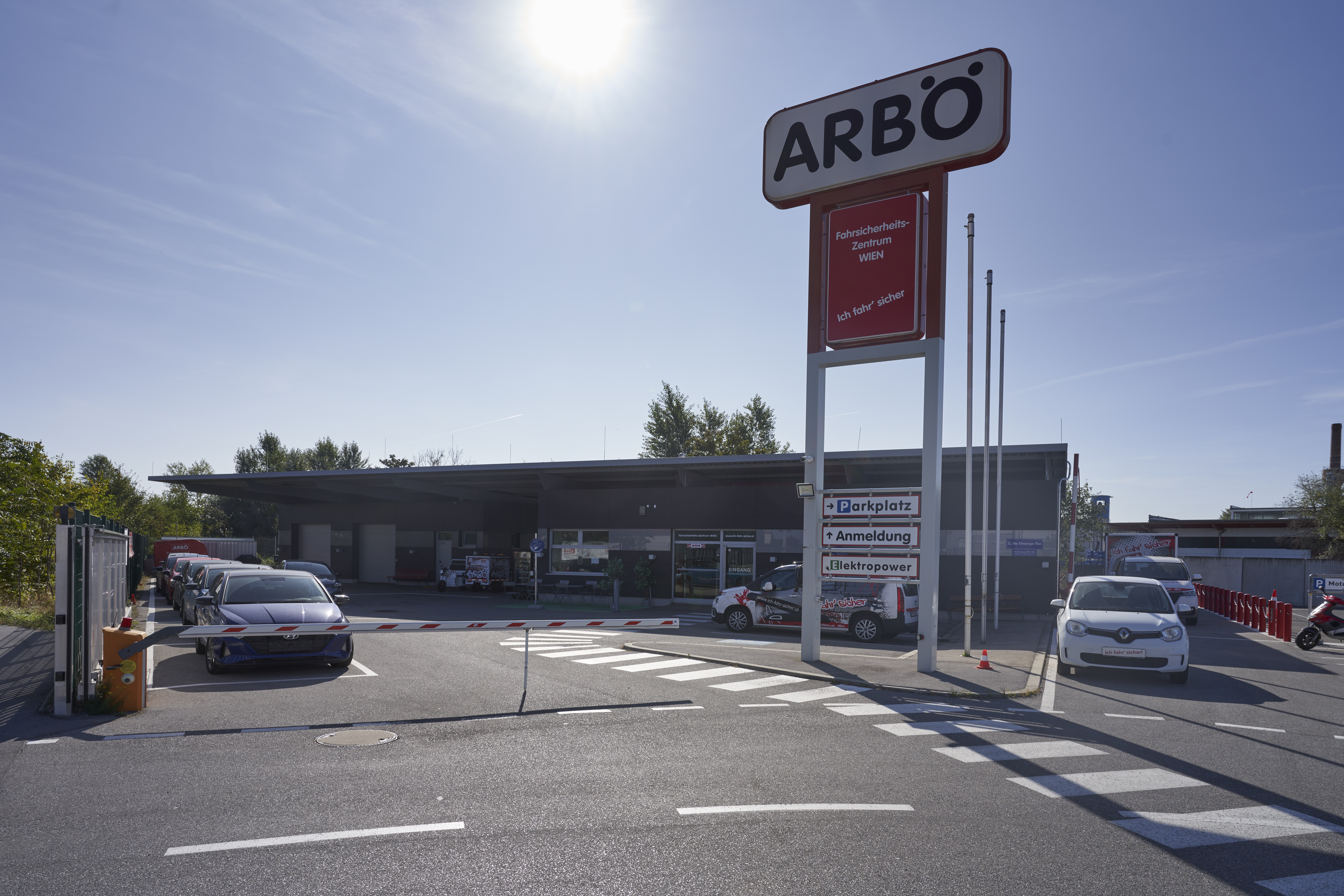
ARBÖ Fahrsicherheits-Zentrum Wien

Der älteste Wiener Radfahrverein war der Wiener Bicycleclub, der mindestens seit 1881 bestand, da in diesem Jahr die Allgemeine Sport-Zeitung erstmals als offizielles Organ des Wiener Bicycleclub fungierte. In den folgenden Jahren gab es weitere Vereinsgründungen (so etwa 1893 der Wiener Radfahrverein „Die Biene“). Diese Vereine schlossen sich am 30. April 1899 zum „Verband der Radfahrvereine Österreichs“ zusammen. Nach mehreren Namensänderungen (1926: „Arbeiter-Radfahrer-Bund Österreichs“, 1932: „Arbeiter-Rad- und Kraftfahrer-Bund Österreichs“) und Schaffung einer Motorfahrsektion, wurde der Name schließlich 1962, aufgrund der zunehmenden Motorisierung der Vereinsmitglieder, auf den heutigen Namen „Auto-, Motor- und Radfahrerbund Österreichs“ geändert. 1934 wurde der Verein verboten und 1945 neu gegründet.
2005 wurde der ARBÖ von einem Skandal erschüttert, dessen Prozesse bis ins Jahr 2017 reichten. Im November 2005 wurde berichtet, dass die finanzielle Situation des Vereines prekär sei, während der damalige Generalsekretär Rudolf Hellar Clubgelder für private Zwecke verwendet habe. Infolgedessen standen Suspendierungen, Entlassungen und Vereinsausschlüsse von Spitzenfunktionären an der Tagesordnung, Präsidenten und Generalsekretäre wechselten teilweise im Monatsrhythmus. Der ARBÖ verlor als Folge des Skandals an die 15 Prozent seiner Mitglieder, die Landesclubs in Kärnten und Vorarlberg gingen zwischendurch in Konkurs, das Fahrtechnikzentrum Arnoldstein musste geschlossen werden. 2017 konnte ein Prozess gegen den ehemaligen Generalsekretär Hellar gewonnen werden, in dem er eine Ausbezahlung seines lukrativen Vertrags forderte. Der Verein konnte danach die für den Streitwert angelegten Rücklagen auflösen und wieder wichtige Investitionen für die Zukunft tätigen.

## Pannenhilfe und technischer Dienst

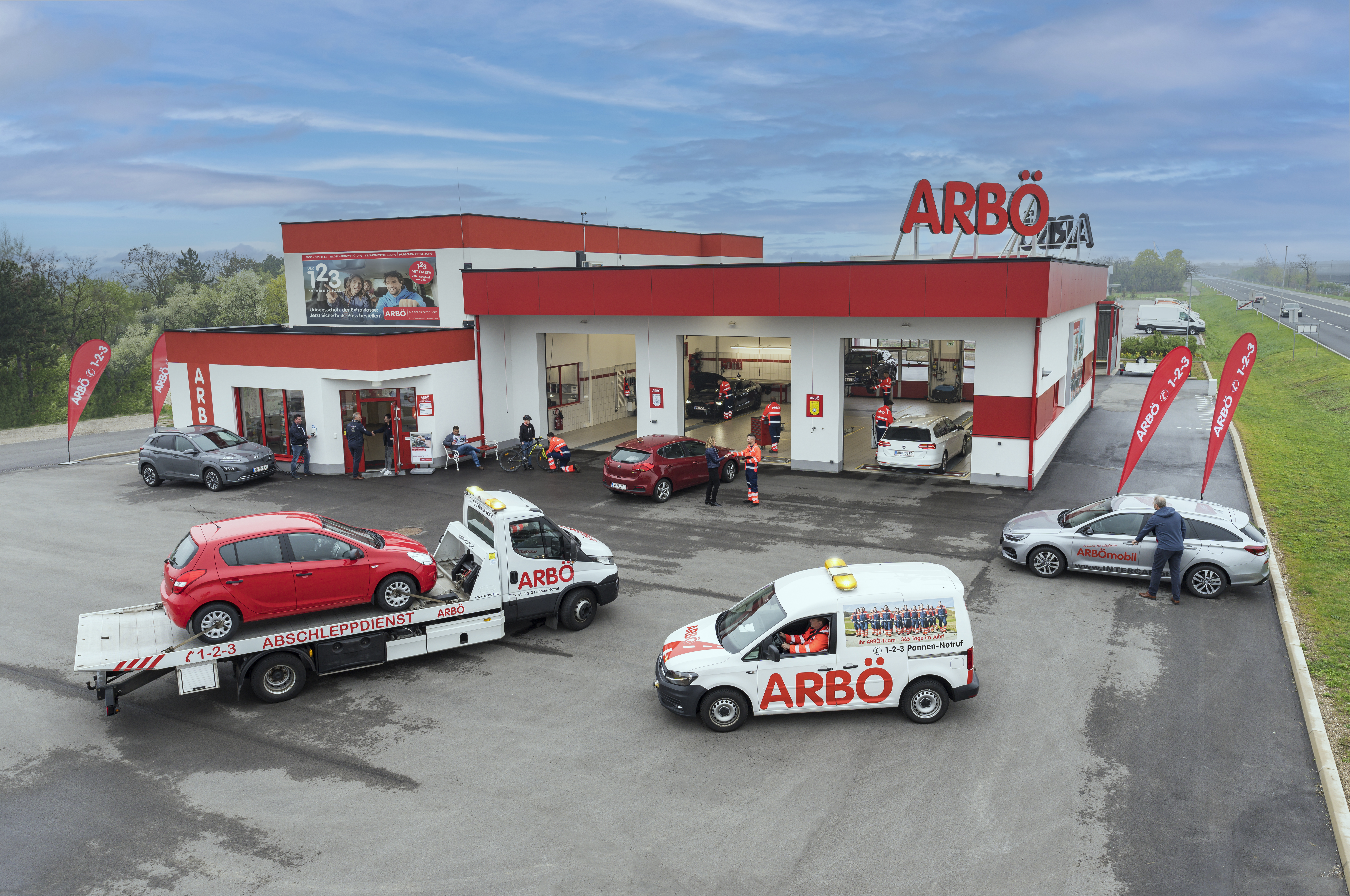
ARBÖ Prüfzentrum Wiener Neustadt

Unter der Kurzrufnummer 123 ist der ARBÖ-Pannendienst in ganz Österreich erreichbar. Mit 450 eigenen Technikern wird das österreichische Straßennetz betreut. Ziel der ARBÖ-Pannenhelfer ist, die Weiterfahrt mit dem eigenen Kfz oder Fahrrad zu erreichen. Als Partnerclub übernehmen die Helfer von ARBÖ die Pannenhilfe für Mitglieder vom Auto Club Europa (ACE), welcher umgekehrt Hilfestellung von ARBÖ-Mitgliedern bei Pannen in Deutschland leistet.
Weiters führt der ARBÖ österreichweit Dienstleistungen in fahrzeugtechnischen Belangen wie z. B. §-57a-Begutachtungen (Pickerlüberprüfungen), Ankaufstest, Saisontest etc. in seinen derzeit 91 Prüfzentren durch.

## Zusatzprodukt Sicherheits-Pass
Mit dem Zusatzprodukt ARBÖ-Sicherheits-Pass können Mitglieder den ARBÖ-Schutz auf Europa im geografischen Sinn sowie die Kanarischen Inseln, Island und Madeira ausweiten. Der ARBÖ-Sicherheitspass enthält 28 Leistungen, unter anderem Pannendienst im Ausland, Abschleppdienst im Ausland, Krankenversicherung mit Krankenrückholung im In- und Ausland.

## Fahrsicherheitszentren

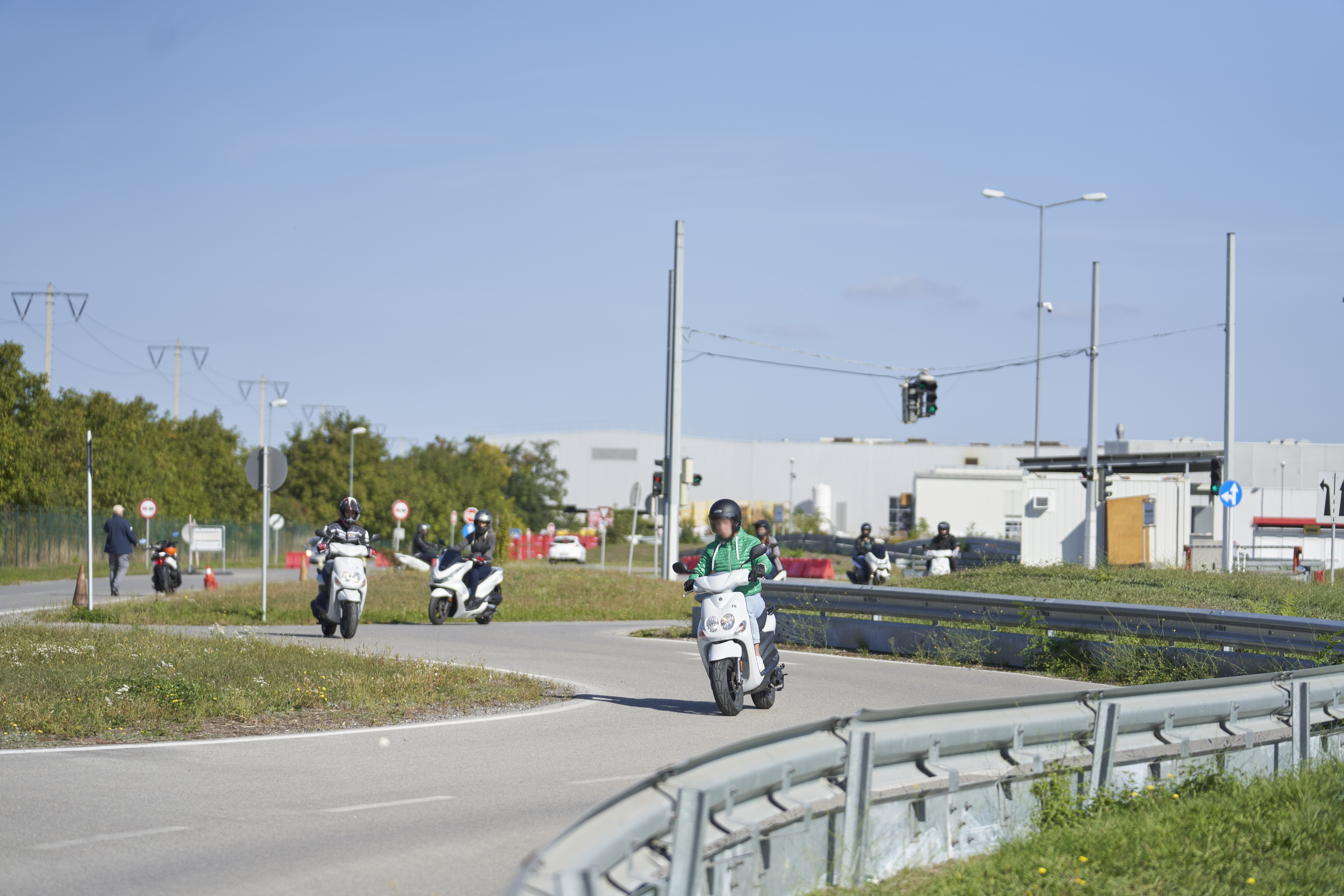
Verkehrsübungsplatz am ARBÖ Fahrsicherheits-Zentrum Wien

Der ARBÖ hat drei Fahrsicherheits-Zentren:
- Wien – Kagran
- Salzburg – Straßwalchen
- Steiermark – Ludersdorf

## Informationsdienst
Der ARBÖ betreibt einen eigenen Informationsdienst für Verkehr und Touristik, der unter anderem den ORF-Teletext mit Verkehrsmeldungen und Schneewerten beziehungsweise Badeseetemperaturen versorgt (Seite 431 und 432, 614, 615).

## Medien
Mitglieder erhalten die regelmäßig erscheinende Zeitschrift Freie Fahrt.

## Verkehrsradio Raum Wien
Der ARBÖ betreibt in Raum Wien ein eigenes 24-Stunden-Radioprogramm mit Themen rund um die Mobilität. Das ARBÖ Verkehrsradio sendet im DAB+ Kanal 11C (CityMUX Wien II) sowie auf www.verkehrsradio.at. 

## Mitglieder
Der ARBÖ hatte 2020 offiziell 400.000 Mitglieder. ARBÖ-Mitglieder genießen viele Vorteile mit ihrer Mitgliedschaft. Sie können zum Beispiel ihr Fahrzeug gratis im ARBÖ-Prüfzentrum durchchecken lassen, ihr Fahrzeug gratis bewerten lassen, die Rechtsberatung zu Themen aus dem Verkehrs-, Versicherungs- und Konsumentenschutzrecht kostenlos nutzen oder Klubvorteile bei zahlreichen Partnern nutzen. Für alle ohne Kraftfahrzeug ist auch eine Rad- und Freizeitmitgliedschaft verfügbar.